# Zona metropolitana di Iași
La zona metropolitana di Iași è un'area amministrativa del distretto di Iași in Romania nella regione storica della Moldavia.
Essa comprende il municipio principale della città di Iași e diciannove comuni vicini Aroneanu, Bârnova, Ciurea, Comarna, Dobrovăț, Holboca, Lețcani, Miroslava, Mogoșești, Movileni, Popricani, Prisăcani, Rediu, Schitu Duca, Tomești, Țuțora, Ungheni, Valea Lupului e Victoria.
È stata costituita l'8 aprile 2004 con lo scopo di creare nuove opportunità per gli affari, nuove attrazioni per investimenti più consistenti e coordinare al meglio progetti di piani, di sponsorizzazione e delle infrastrutture. Ha una superficie totale di 1 159 km² dei 5 476 km² totali del distretto con una popolazione di 403 572 abitanti (2011) su 772 348 di tutti quelli dell'intero distretto.